# Edgeley (Dakota del Norte)
Edgeley es una ciudad ubicada en el condado de LaMoure en el estado estadounidense de Dakota del Norte. En el censo de 2020 tenía una población de 585 habitantes y una densidad poblacional de 300 personas por km².

## Geografía
Edgeley se encuentra ubicada en las coordenadas 46°21′44″N 98°42′45″O / 46.36222, -98.71250. Según la Oficina del Censo de los Estados Unidos, Edgeley tiene una superficie total de 1.95 km², de la cual 1.95 km² corresponden a tierra firme y (0%) 0 km² es agua.

## Demografía
Según el censo de 2010, había 563 personas residiendo en Edgeley. La densidad de población era de 288,68 hab./km². De los 563 habitantes, Edgeley estaba compuesto por el 99.47% blancos, el 0% eran afroamericanos, el 0% eran amerindios, el 0.18% eran asiáticos, el 0% eran isleños del Pacífico, el 0.18% eran de otras razas y el 0.18% pertenecían a dos o más razas. Del total de la población el 1.24% eran hispanos o latinos de cualquier raza.